# Maja Odžaklijevska
Maja Odžaklijevska (makedonska: Маја Оџаклијевска), född 21 april 1954 i Skopje, Folkrepubliken Makedonien, SFR Jugoslavien, är en makedonsk-serbisk sångerska.

## Biografi
Maja Odžaklijevska var yngst i en syskonskara på tre. Fadern, multimediakonstnären Ljubiša Odžaklijevski, lämnade familjen när Odžaklijevska var två år. Modern, Dragica Arsenijević, var skådespelare på Makedoniens nationalteater. Familjen flyttade till Sverige, där Odžaklijevska genomgick grundskolan. Hon återvände sedan till Skopje för att studera vid musikhögskolan där. Hennes karriär började kring 1970, då hon bl.a. medverkade i musikalen Maximetar på Nationalteatern i Belgrad. Året därpå gjorde hon sitt första festivalframträdande på Beogradsko proleće med låten V oblak sonce, som blev starten på hennes musikaliska karriär. En av hennes största hits är låten Daljine, som hon framförde på samma festival 1979. Hon släppte sin första och enda LP, Biće sve u redu, 1982. Tillsammans med gitarristen och producenten Zlatko Manojlović arbetade hon med ett album under 1980-talet, som dock aldrig gavs ut. Hennes andra och senaste album är Bele njive från 1995.
Odžaklijevska har deltagit i Jugovizija, den jugoslaviska uttagningen till Eurovision Song Contest, fem gånger. Hon deltog första gången 1981 med bidraget Ne podnosim dan och kom på niondeplats. Hon återkom 1982 med bidraget Julija och kom på andraplats. Hon återkom till tävlingen året därpå med bidraget Lidu lidu du och kom på tredjeplats. 1984 kom hon återigen på andraplats i tävlingen med bidraget Niki. Hennes sista framträdande i tävlingen var 1988, då hon tillsammans med den slovenska musikgruppen Gu-Gu framförde bidraget Te ljubam ludo och kom på sjätteplats. Hon deltog sedan i Makedoniens första uttagning till Eurovision Song Contest 1996, där hon kom på andraplats med bidraget Prosti mi. Hon har därefter även deltagit i den makedonska uttagningen till tävlingen 2006 med bidraget Koj pat da izberam (niondeplats) och i den serbiska uttagningen (Beovizija) 2013 med låten Anđeo s neba.
Odžaklijevska har även varit en populär och flitigt återkommande artist på många musikfestivaler och tävlingar i hela det forna Jugoslavien. Till dessa hör deltagande i Splitfestivalen (1979, 1980, 1982, 1983, 1984 och 1989), Opatija festival (1978, 1981, 1984 och 1985) och MESAM (1984, 1985, 1988, 1995 och 1996).

## Diskografi

### Album
- Biće sve u redu (PGP RTB, 1982)
- Bele njive (PGP RTS, 1995)

### Singlar
- Kad nežne svirke zamre ton/V oblak sonce (PGP RTB, 1974)
- Mjesečev san/Šapni mi (RTV Ljubljana, 1976)
- Ti si moj sledeći promašaj/Daljine (PGP RTS, 1979)
- Odnosiš mi srce moje/Vraćam se (PGP RTB, 1980)
- Između nas/Tako mora biti (PGP RTB, 1981)
- Ne podnosim dan/Slyšam te, gledam te (PGP RTB, 1981)